# Labialithus lindemanni
Espèce
Synonymes
- Phrurolithus lindemanni Marusik, Omelko & Koponen, 2020

Labialithus lindemanni est une espèce d'araignées aranéomorphes de la famille des Phrurolithidae.

## Distribution
Cette espèce est endémique du Kraï du Primorié en Russie,.

## Description
Les femelles mesurent de 2,68 à 2,78 mm.

## Systématique et taxinomie
Cette espèce a été décrite sous le protonyme Phrurolithus lindemanni par Marusik, Omelko et Koponen en 2020. Elle est placée dans le genre Labialithus par Kamura en 2021.

## Étymologie
Cette espèce est nommée en l'honneur de Till Lindemann.

## Publication originale
- Marusik, Omelko & Koponen, 2020 : « On two enigmatic spiders (Araneae: Cybaeidae & Phrurolithidae) from the Russian Far East. » Zootaxa, no 4899(1), p. 247-258.